# Gukowo
Gukowo (russisch Гуково) ist eine russische Stadt in der Oblast Rostow im Föderationskreis Südrussland mit 67.278 Einwohnern (Stand 14. Oktober 2010).

## Geographie
Die Stadt liegt im Nordwesten der Oblast, knapp 100 km Luftlinie nördlich von deren Hauptstadt Rostow am Don, nahe der Grenze zur Ukraine und etwa 15 km westlich der Bahnlinie Rostow–Moskau.

## Geschichte
Die Siedlung wurde 1878 als Zentrum der Bauernhöfe und Farmen im Umland gegründet und wurde wenig später das Zentrum des Kohlebergbaus in dieser Gegend. Der Ort ist mit dem Kohlebergbau gewachsen, sodass heute die Vororte mehrere Kilometer von Zentrum entfernt liegen. 1955 erhielt Gukowo das Stadtrecht.

### Bevölkerungsentwicklung
| Jahr | Einwohner |
| ---- | --------- |
| 1939 | 8.837     |
| 1959 | 52.969    |
| 1970 | 65.105    |
| 1979 | 68.080    |
| 1989 | 67.336    |
| 2002 | 66.648    |
| 2010 | 67.278    |

Anmerkung: Volkszählungsdaten

## Kultur
Neben den allgemeinbildenden Schulen gibt es am Ort zwei Berufsschulen, ein Lyzeum, eine Bergwerkuniversität und ein Institut für Volkswirtschaft und Recht. Weiterhin gibt es zwei städtische Zeitungen, die Prowinzija und die Schachtjorskaja Nedelja sowie die beiden Fernseh- und Radiogesellschaften Nika und Helios, ebenso das einzige Bergbau-Museum dieser Art im europäischen Teil Russlands. Jährlich finden hier Rennen im Rahmen der russischen Rallye-Meisterschaft statt.

## Wirtschaft
Hauptwirtschaftszweig ist auch heute noch der Kohlebergbau. Die geförderte Anthrazit-Kohle wird zu einem großen Teil exportiert. Daneben haben sich Lebensmittelindustrie und holzverarbeitende Betriebe gebildet. Im Jahr 2006 waren 368 Gewerbe- und Industriebetriebe angemeldet. Seit einigen Jahren wird das Gebiet des Unterlaufs des Don bis zum Asowschen Meer für den Tourismus erschlossen.

## Söhne und Töchter der Stadt
- Viktor Romanko (* 1953), Akkordeonist
- Maxim Turow (* 1979), Schachmeister
- Rem Digga (* 1987), Rapmusiker und Beatmaker